# Daniel Latussek
Daniel Latussek (ur. 1 stycznia 1787 r. w Sycowie, zm. 17 sierpnia 1857 r. we Wrocławiu) – biskup pomocniczy wrocławski w latach 1838–1857.
Uczęszczał do gimnazjum św. Macieja we Wrocławiu i studiował na Uniwersytecie Wrocławskim. W 1811 r. przyjął święcenia kapłańskie. Pracował w różnych parafiach. W 1831 r. na życzenie królewskie został kanonikiem wrocławskim. 12 lutego 1838 r. papież mianował go biskupem pomocniczym we Wrocławiu. W 1839 r. został  generalnym wikariuszem diecezji, a w latach 1844–1845 pełnił funkcję wikariusza kapitulnego diecezji.